# Commedia dell'arte

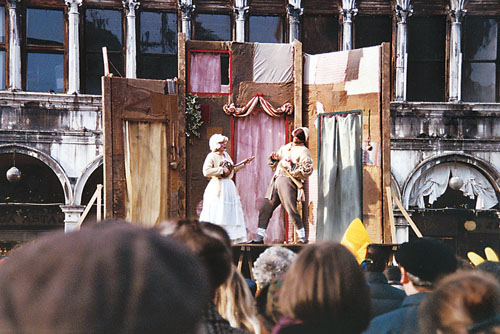
Espectacle de comèdia de l'art

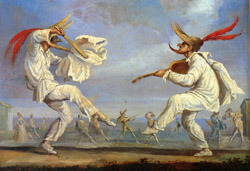
Il·lustració de la comèdia de l'art, segle XIX

Commedia dell'arte va ser el nom que va rebre un tipus d'espectacle improvisat de carrer que va ser especialment popular al renaixement italià i que tenia uns personatges característics, com la Colombina, l'Arlequí, el Pedrolino —que esdevindria el Pierrot francès— i el pantalone. Dramaturgs de la talla de Shakespeare i Molière es van basar en ells per a escriure les seves obres, són origen dels pallassos, d'històries tradicionals de titelles, i de les òperes còmica i bufa. Les intrigues, mims i acrobàcies corren a càrrec dels «zanni» ('criats'), que encarnen personatges tipus com Arlequí i la seva xicota Colombina, l'astut Brighella, el maldestre Polichinela o el rústic Truffaldino.
La definició de «comèdia de l'art» distingia el teatre d'actors professionals d'aquell que es feia a les corts per part de literats i cortesans o dels espectacles sagrats de l'església. Les companyies professionals estaven compostes per artistes i acròbates ambulants. No interpretaven textos d'autor sinó que, a partir d'un argument, representaven esdeveniments inspirats en la realitat quotidiana, enriquits amb números acrobàtics, dansa, música i cant.
A la comèdia de l'art hi ha una sèrie de personatges tipificats i arquetípics, la majoria amb la seva màscara pròpia, que els actors coneixen bé. La trama i el tema, són motius i esbossos, etapes del procés creatiu. Els actors improvisen a escena amb aquest material, i l'obra teatral neix davant del públic en el mateix moment en què es representa. Cada peça és diferent i els autors de l'obra en són els mateixos executors.

## Etimologia

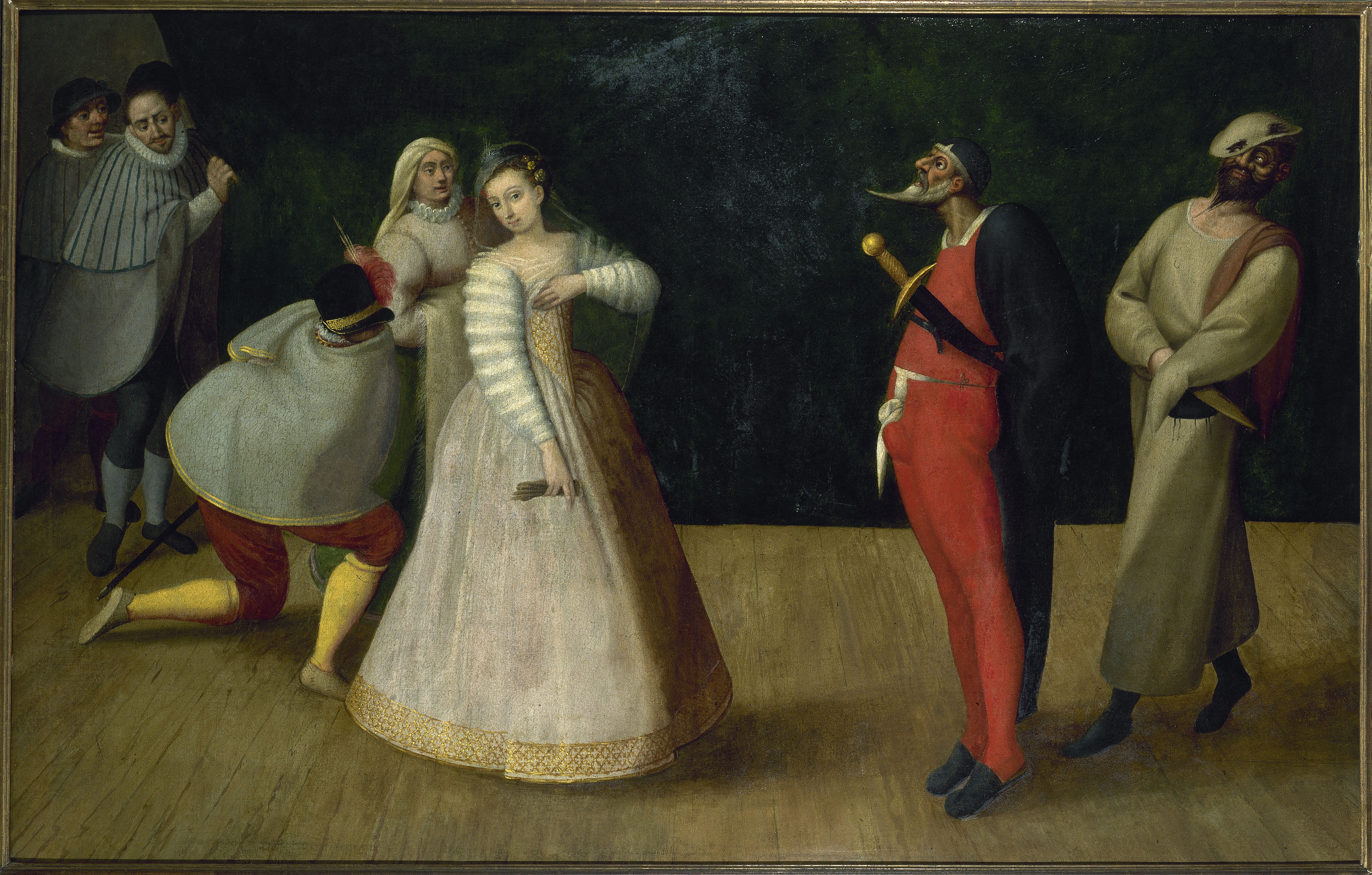
Comèdia de l'art al segle XVI

Comèdia de l'art és la traducció literal al català de l'italià Commedia dell'Arte, on «art» té el significat medieval d'ofici, de saber-fer. Significa doncs l'ofici de la comèdia, del teatre. «Commedia» i «comèdia» venen del llatí comoedia, amb el mateix significat. Amb el temps, la paraula «comediant» ha estès el seu significat no només a qui es dedica a fer comèdies sinó a l'ofici de fer teatre, en general: actor.

## Història

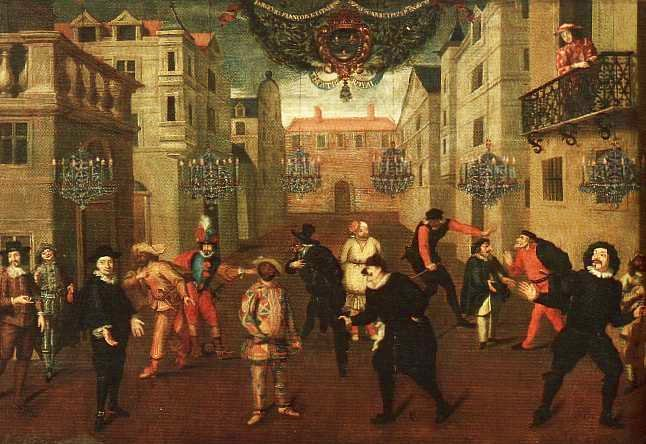
Obra de Molière interpretada el 1670 per la comèdia de l'art

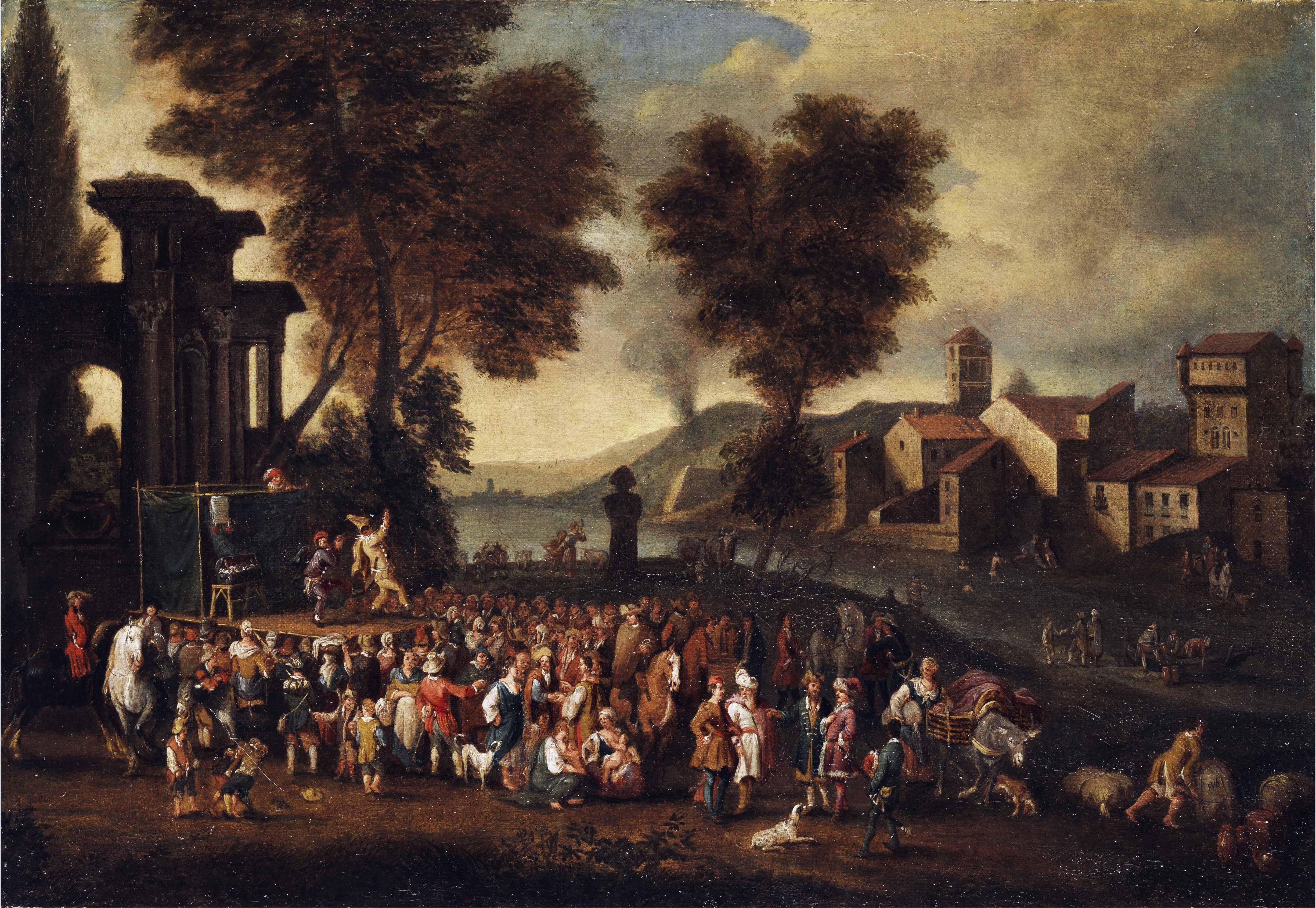
Comèdia de l'art als segles XVII-XVIII

L'origen plàstic de la comèdia de l'art es troba als antics rituals carnavalescos, mentre que els personatges van començar com una evolució dels de la comèdia clàssica grega d'Aristòfanes i Menandre, i llatina d'autors com Plaute o Terenci. La mimesi reiterada d'allò típic va acabar transformant-se en arquetípica, possiblement també per la necessitat social permanent de la caricatura, la farsa i la broma. La comèdia de l'art va significar una inflexió en l'evolució de la comèdia des de l'antiga Grècia, cosa que no va poder ser evitada pels poders moralitzants medievals a qui no agradava veure la comèdia com una ganyota grotesca. A l'edat mitjana actuaven al carrer i a places, en escenaris funcionals i desmuntables.
La comèdia de l'art va recuperar dels grecs la màscara, no només com a objecte sinó en el sentit conceptual, els personatges estan estructurats dins d'una psicologia donada. La màscara-personalitat identifica física, psicològicament i fins i tot lingüísticament els personatges, i permet ridiculitzar la realitat quotidiana, les autoritats i els estaments sacerdotals.
La comèdia de l'art va desenvolupar-se primer a Itàlia i es va difondre per tot Europa. La seva popularitat va ser extraordinària. Les funcions van estendre's a salons i corts. L'escenari es va anar tornant cada vegada més complex, estàtic, amb tres dimensions, mentre que l'escenografia romania encara dominada pels colors del vestuari i les màscares.
En el segle xvii, la comèdia de l'art es va tornar hiperbòlica per influència del barroc, disfressava parcialment els personatges, i afegia efectes especials i elements mecànics. En aquesta època els governs d'Espanya i França van intentar censurar i reglamentar aquesta forma teatral que, no obstant això, va ser font d'inspiració per a grans autors de teatre com Lope de Vega, Cervantes, Corneille, Molière i Marivaux.

## Temàtica

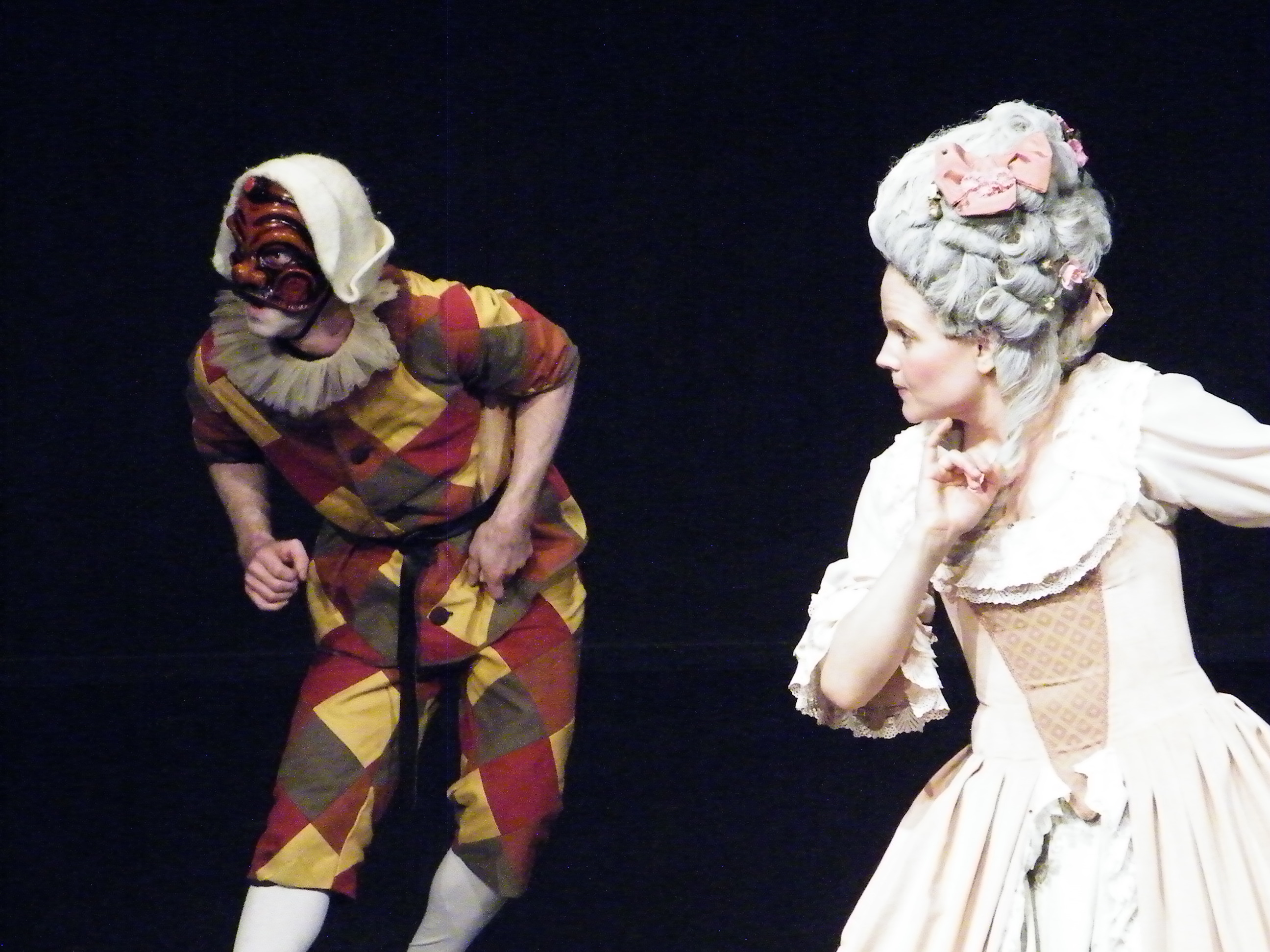
Arlequí i Antonieta

Les trames i els temes són molt variats, poden ser tràgics o còmics, històrics, pastorals, bèl·lics, etc. i qualsevol combinació entre ells. Els actors, a més de la preparació física, eren experts en literatura, i se sabien de memòria nombroses cites, històries i qualsevol material que els pogués ser d'utilitat. Les seves comèdies no són bufonades sinó un entreteniment enginyós, intel·ligent i de bon gust que amalgama sàviament llenguatge i acció.

## Estil
Les obres de la comèdia de l'art solia constar d'un pròleg de presentació i tres actes dividits en escenes. La proporció entre veu i gest podia variar en funció del país on actuava la companyia. En alguns països hi havia menys gags verbals i més de visuals que a d'altres. Molts del personatges masculins duien màscares. En canvi, els femenins, no. Amb tot, es considera un teatre de màscares.

## Companyies
Els noms de les principals companyies estables de comèdia de l'art muntades entre 1575 i 1625 es prenen de les acadèmies culturals; així van néixer: els «Gelosos» (I Gelosi o Comici Gelosi), els «Ardents», els «Confidents», els «Desitjosos», els «Fidels», els «Units» i la companyia de Zan Ganassa, un dels primers i més populars Arlequins.

## Personatges de la comèdia de l'art

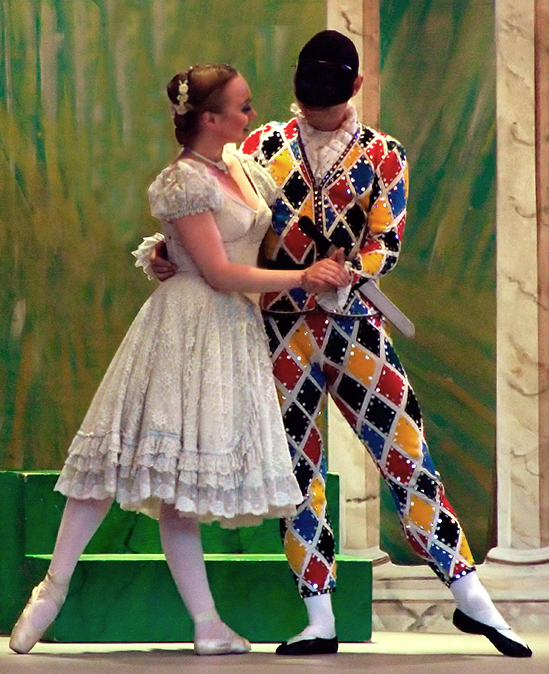
Arlequí i Colombina clàssics

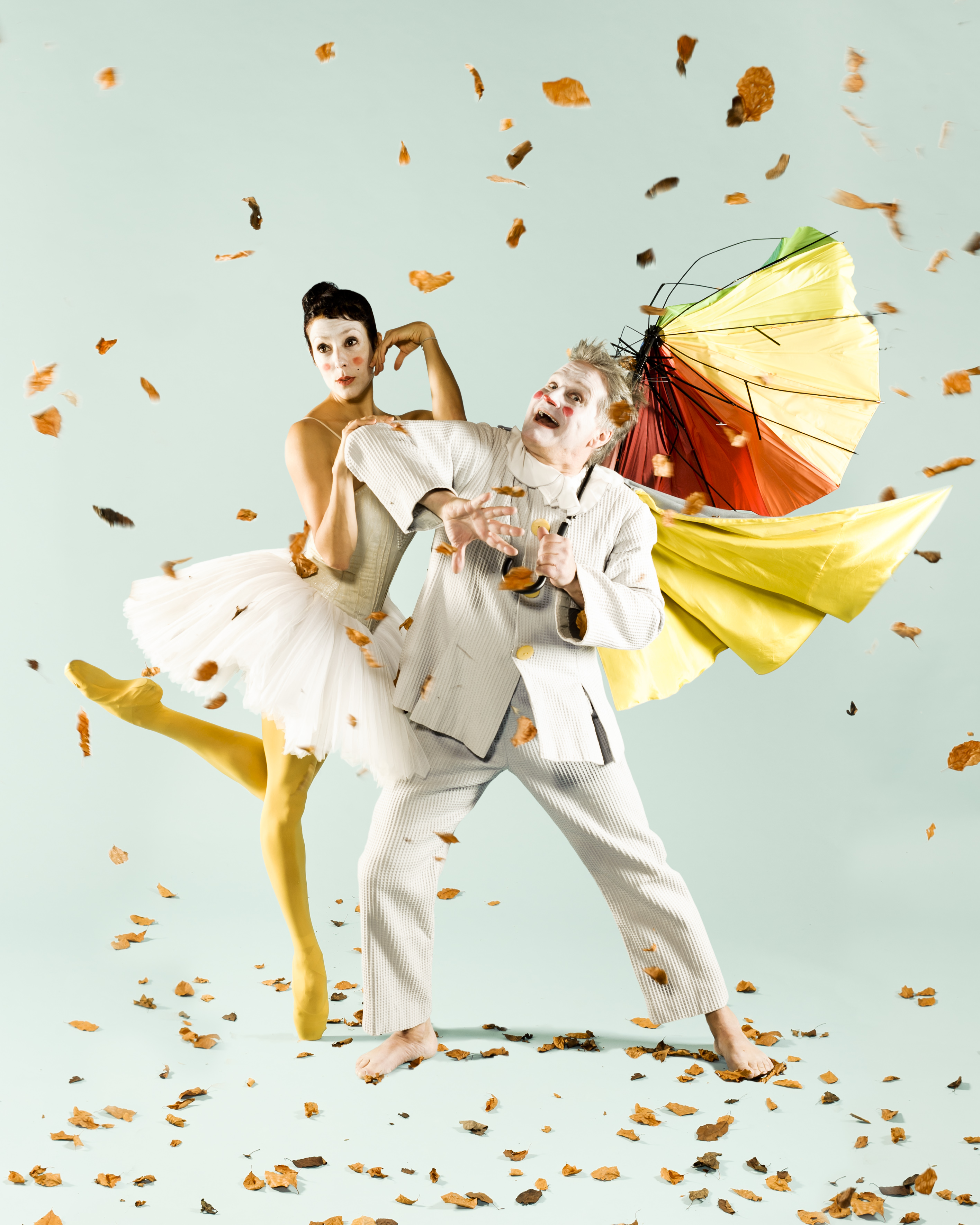
Ballarina amb un Pierrot del segle XXI

Alguns personatges de la comèdia de l'art han esdevingut tips i arquetips. Els personatges més cèlebres són:
- Arlecchino. És el criat embolicaire. Sempre té gana.
- Balanzone. Es coneix també com «El Doctor» (il Dottore). És un personatge seriós i presumptuós.
- Beltrame. Màscara milanesa que representa el pagès que va amb aires de senyor.
- Brighella. És el servent entremaliat.
- Capitan Matamoros. Militar fatxenda i ridícul, similar al Miles Gloriosus de Plaute.
- Capitan Spaventa. Militar fatxenda. És més culte i refinat que Matamoros.
- Cassandro. És una màscara vella, com Pantalone, amb característiques similars.
- Colombina. Serventa. Sovint fa parella amb Arlecchino. Els seus dots són la malícia i una certa trapelleria i sentit pràctic.
- Coviello, Cetrullo, Ciavala, Gazzo o Gardocchia. Ha tingut rols diversos, des del servent boig al pare de família.
- Dosseno. El geperut.
- Flaminia. És una de les enamorades més cèlebres, coneguda com «L'Enamorada». Els enamorats no duen màscara actualment.
- Flavio. Un dels tants enamorats, «L'Enamorat».
- Francatrippa. Segon servent, similar a Arlequí.
- Gianduja. Màscara piemontesa: «Gioan d'la douja» o «Jean Andouille"; té l'origen en un famós titellaire.
- Giangurgolo. Màscara calabresa. Té un nas enorme, la qual cosa fa que se'l sumi al grup de servents (zanni).
- Gioppino. Pagès rude però intel·ligent.
- Isabella. Enamorada.
- Leandro. Enamorat.
- Macco. Pagès gras i ximple.
- Meneghino. Màscara símbol de la ciutat de Milà.
- Mezzettino. Servent trapella i embolicaire.
- Pantalone. Màscara veneciana molt famosa. Mercader vell que sovint competeix amb joves per conquerir alguna noia.
- Pierrot o Pedrolino. Va néixer com a servent (zanni) i es va esdevenir més tard el famós personatge romàntic gràcies al mim Jean-Gaspard Debureau.
- Pulcinella. Servent sovint malenconiós, barreja de característiques del criat ximple amb una base de sentit comú popular.
- Scaramouche. Màscara italiana que va tenir molt d'èxit a França. Forma part del grup dels capitans.
- Scapino. Màscara que va fer popular Molière. Apareix gairebé sempre amb un instrument musical.
- Tartaglia. Mig cec i tartamut. És un vell que sovint fa el paper de notari.
- Truffaldino. Servent. Carlo Goldoni va escriure-li Il servitore di due padroni.
- Zanni. És la màscara més antiga del servent, del qual van sorgir-ne molts personatges. Es caracteritza pels acudits i les acrobàcies.

## Galeria de personatges

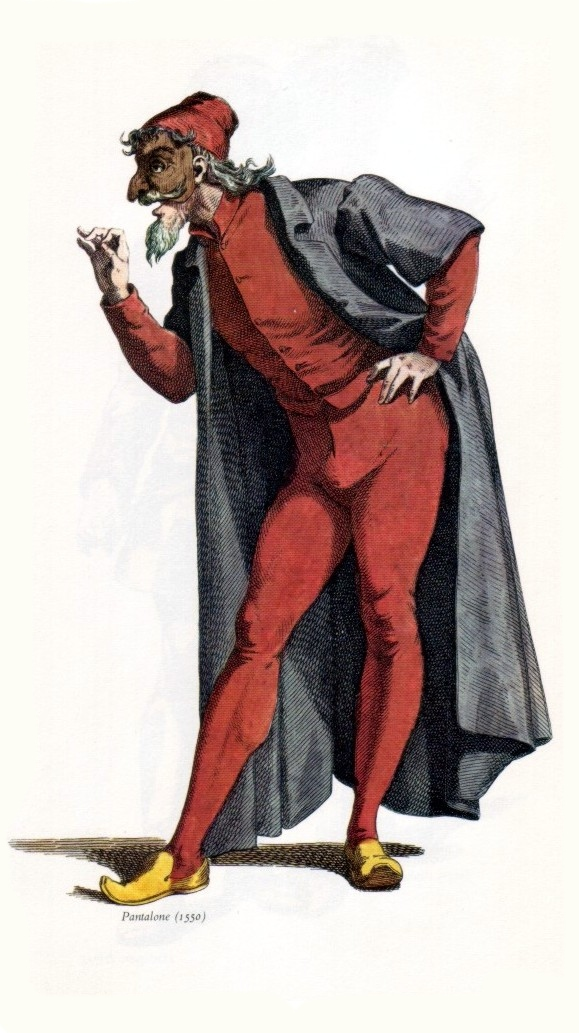
Pantaló (1550)
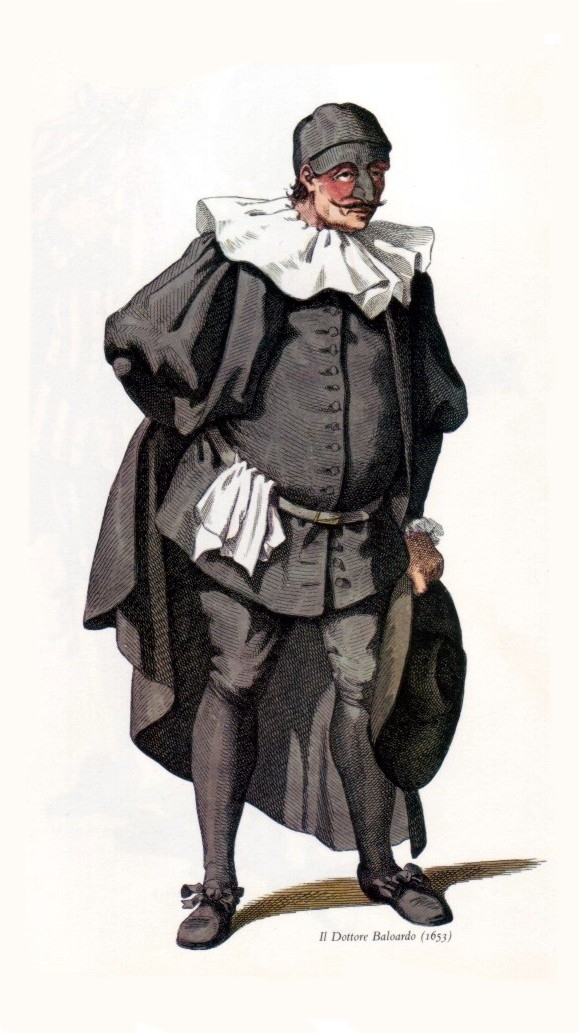
El Doctor (1653)
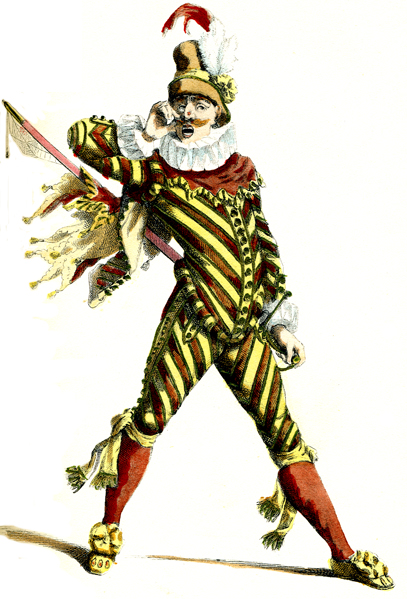
El Capità
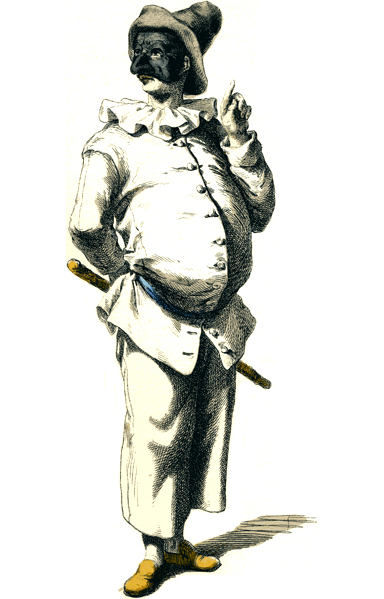
Pulcinella
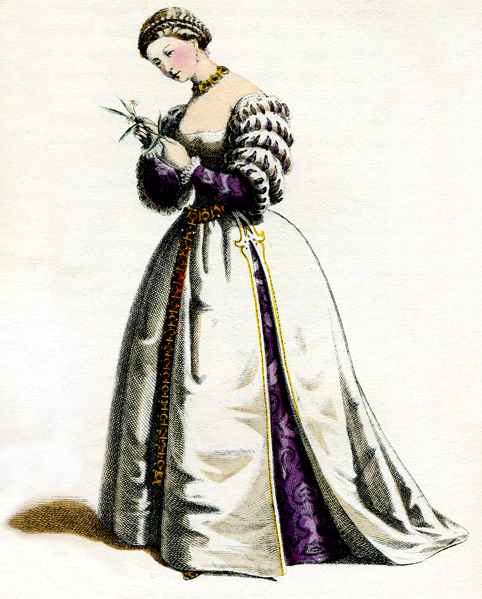
L'Enamorada
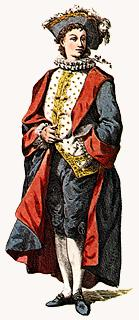
L'Enamorat
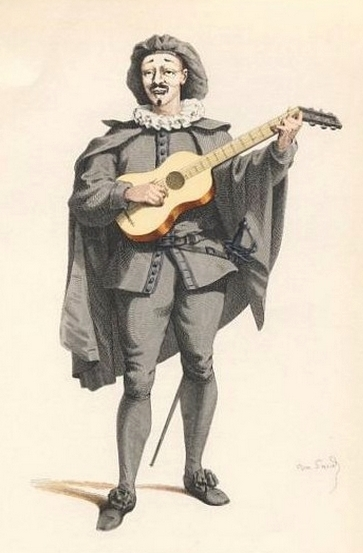
Scaramouche
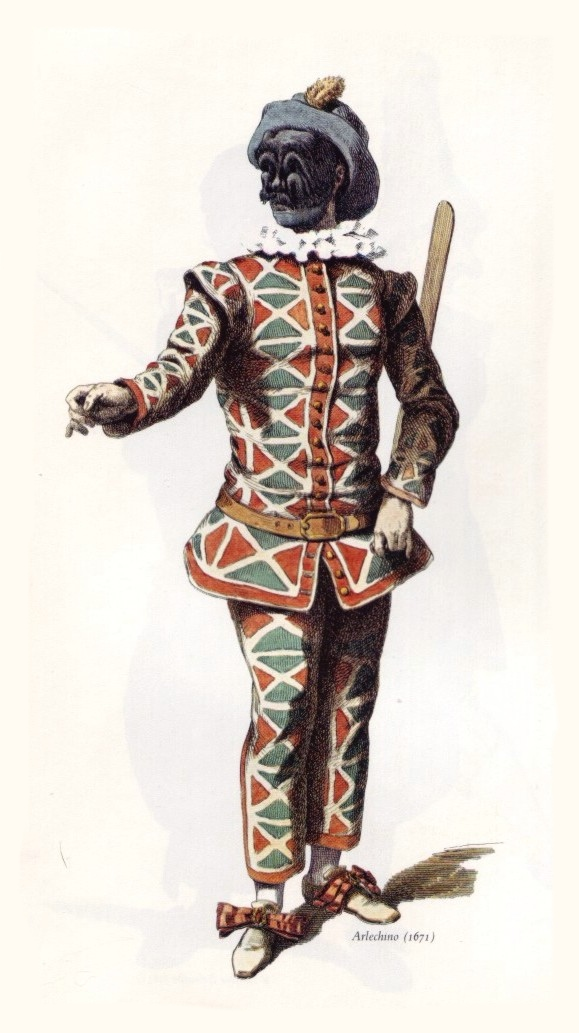
Arlequí (1671)
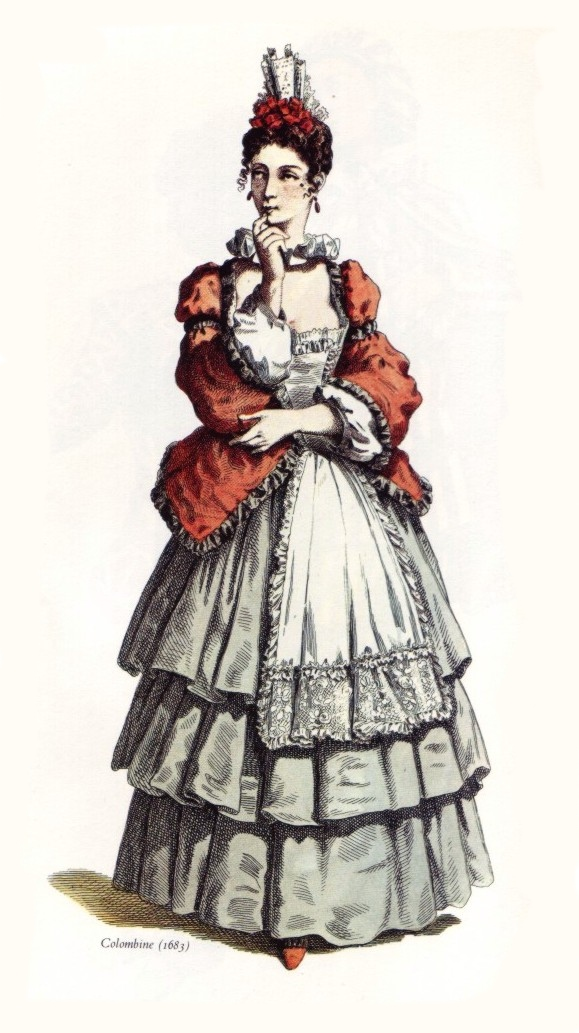
Colombina (1683)
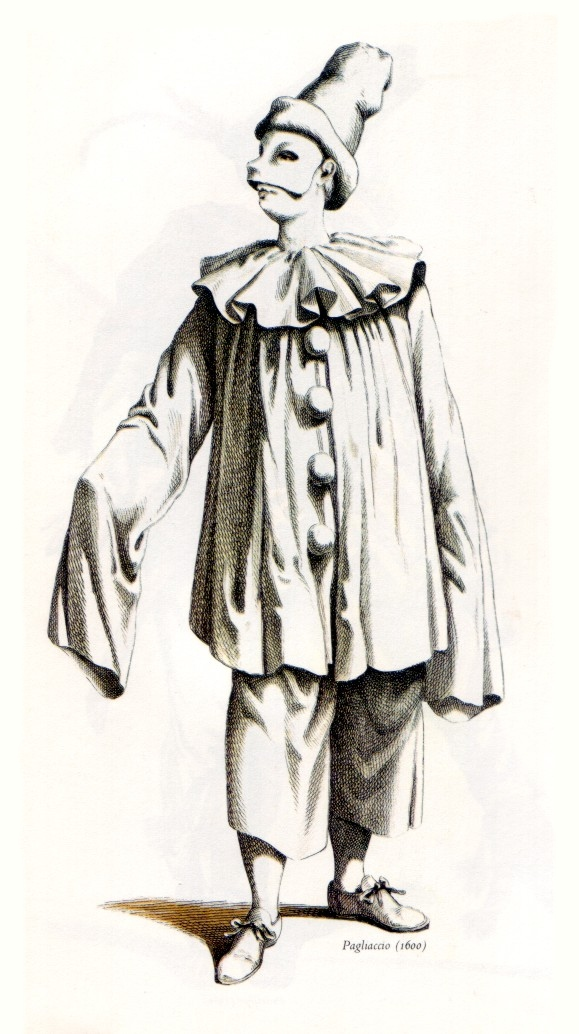
Pierrot (1600)
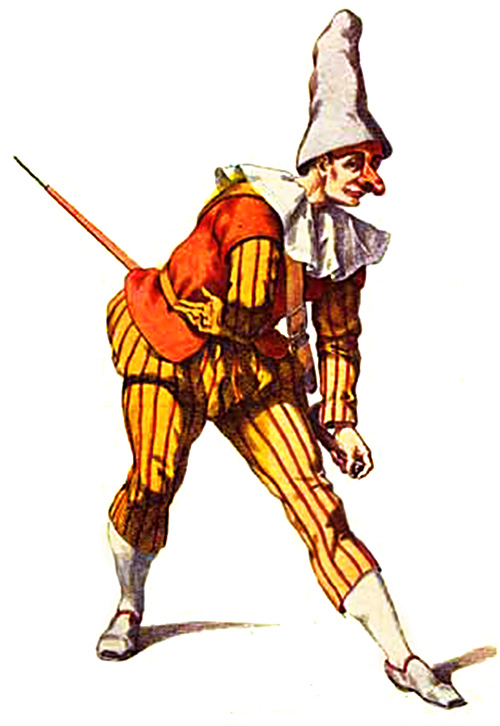
El Servent

## Influència a la cultura

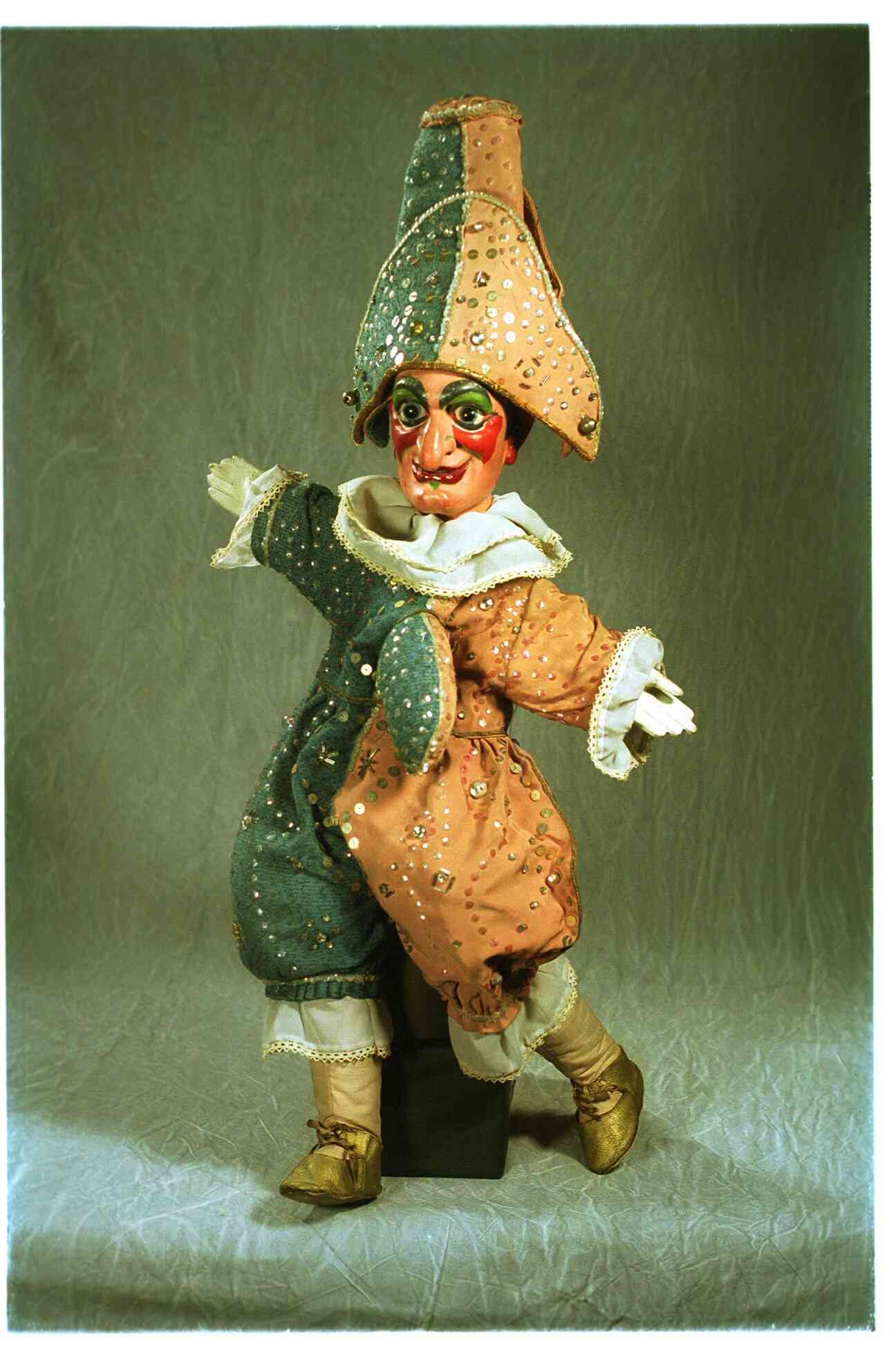
Putxinel·li de Didó (1880-1960), de la col·lecció del CDMAE. El mot català «putxinel·li» deriva del personatge napolità Pulcinella.

Actualment la comèdia de l'art forma part de l'entrenament actoral general. A més, se n'han utilitzat recursos per a la creació i presentació d'obres teatrals al llarg de la història, no només de teatre popular i el clown sinó també d'autors que poden anar des de Shakespeare o Molière a, més modernament, per exemple, Santiago Rusiñol, Joan Brossa, Adrià Gual, Apel·les Mestres, Bertold Brecht, Dario Fo a Mort accidental d'un anarquista o Els Joglars a La Torna.
Carlo Goldoni, amb textos com El criat de dos amos, va intentar una cosa tan contradictòria com una comèdia de l'art escrita, amb guió tancat.
Els titelles de guant tradicionals catalans, que tenien un vestit blanc anomenat ànima sobre el qual es podien posar diferents vestits, al contrari dels de vestit «fixe» de la resta d'Europa, ja estaven desenvolupats a la segona meitat del segle xix. malgrat poder canviar de vestit tenien uns noms típics prefixats, que provenien dels personatges de la comèdia de l'art: Joanet és el zanni, Pericu el Pierrot, Tòfol o Cristòfol és Pulcinella, Baldomero i el senyor Enric són dos Pantalons diferents, un de vell i un altre més jovial, el Doctor té diversos noms, però sempre és doctor: Doctor Polsegueres, Doctor Carabassetes, etc. Només afegeix el personatge del dimoni, com a personatge no pertanyent a la comèdia de l'art. A finals del segle xviii, moltes obres tradicionals catalanes de titelles van ser importades d'obres de titelles italians, que eren versió amb ninots de presentacions de comèdia de l'art.
En la cultura popular cinematogràfica, especialment al cinema mut o les comèdies slapstick, on el gest és molt més important, per exemple, alguns elements típics de la comèdia de l'art que s'usen encara són els grups de policies, com a cor, el teatre dins el teatre, i les persecucions finals. Els lazzi de la comèdia de l'art serien actualment els gags de les comèdies.

### En Picasso
Pablo Picasso va crear personatges amb estètica inspirada en personatges de la comèdia de l'art (pulcinella, arlequí i pierrot, especialment), tant en pintura, incloent retrats dels seus fills Paulo i Claude, com en escultura. La passió que Picasso va demostrar per diversos personatges de la comèdia de l'art, reunida més tard en diferents «suites» ("Suite dels Arlequins", "Suite dels Saltimbanquis", etc), ofereix una mirada poètica d'un món evocat pel pintor mundo evocado por el pintor malagueny a partir d'escenes circenses i altres espectacles populars del París del primer quart del segle xx. Des dels seus quadres del període rosa, com La família de saltimbanquis (1905) o La dona de l'acròbata (1904), fins a escultures com el cap de El boig (cap d'Arlequí), modelada en fang després d'una visita al Circ Medrano; passant per la seva variada sèrie d'arlequins, politxinel·les i Pierrots, en què s'incloïen un parell de famosos retrats dels seus fills Paulo i Claude.
No menys intensa va ser la dedicació de Picasso al dissenyador de vestuari per a un total de cinc ballets, entre 1915 i 1924, en col·laboració amb Serguei Diàguilev, i a través de la seva amistat amb Jean Cocteau.